# Самміт (округ, Огайо)
Шаблон:StateAbbr_ 41°08′ пн. ш. 81°32′ зх. д. / 41.13° пн. ш. 81.53° зх. д.
Округ  Самміт (англ. Summit County) — округ (графство) у штаті  Огайо, США. Ідентифікатор округу 39153.

## Історія
Округ утворений 1840 року.

## Демографія
За даними перепису 
2000 року 
загальне населення округу становило 542899 осіб, зокрема міського населення було 519811, а сільського — 23088.
Серед мешканців округу чоловіків було 261471, а жінок — 281428. В окрузі було 217788 домогосподарств, 144601 родин, які мешкали в 230880 будинках.
Середній розмір родини становив 3,02.
Віковий розподіл населення поданий у таблиці:
| Стать    | До 15 років | 15-21 | 22-29 | 30-39 | 40-49 | 50-65 | 65-85 | Понад 85 |
| -------- | ----------- | ----- | ----- | ----- | ----- | ----- | ----- | -------- |
| Чоловіки | 58009       | 24433 | 25974 | 39806 | 42176 | 40249 | 28437 | 2387     |
| Жінки    | 55654       | 23621 | 27113 | 41408 | 44227 | 43657 | 39463 | 6285     |

## Суміжні округи
- Ґоґа — північний схід
- Портадж — схід
- Старк — південь
- Вейн — південний захід
- Медіна — захід
- Каягога — північний захід

## Виноски
1. ↑  U.S. Decennial Census. United States Census Bureau. Архів оригіналу за 26 квітня 2015. Процитовано 11 лютого 2015.
2. ↑  Historical Census Browser. University of Virginia Library. Архів оригіналу за 11 серпня 2012. Процитовано 11 лютого 2015.
3. ↑  Forstall, Richard L., ред. (27 березня 1995). Population of Counties by Decennial Census: 1900 to 1990. United States Census Bureau. Архів оригіналу за 14 лютого 2015. Процитовано 11 лютого 2015.
4. ↑  Census 2000 PHC-T-4. Ranking Tables for Counties: 1990 and 2000 (PDF). United States Census Bureau. 2 квітня 2001. Архів (PDF) оригіналу за 18 грудня 2014. Процитовано 11 лютого 2015.
5. ↑  State & County QuickFacts. United States Census Bureau. Архів оригіналу за 6 червня 2011. Процитовано 11 лютого 2015. [Архівовано 2011-06-06 у Wayback Machine.](англ.) Наведено за англійською вікіпедією.
6. ↑  American FactFinder. Бюро перепису населення США. Архів оригіналу за 26 лютого 2012. Процитовано 31 січня 2008. [Архівовано 2008-05-21 у Wayback Machine.]

| США | Це незавершена стаття з географії США. Ви можете допомогти проєкту, виправивши або дописавши її. |